# Procès des attentats de janvier 2015
Pour un article plus général, voir Attentats de janvier 2015 en France.
 (octobre 2024).
Le procès des attentats de janvier 2015 est un procès ouvert en septembre 2020 pour juger des individus présumés de complicités dans les attentats de janvier 2015 en France (attaques de Charlie Hebdo, de Montrouge et de l'Hyper Cacher). Ces événements ont entraîné la mort de dix-sept personnes. Quatorze individus sont jugées à Paris devant la cour d'assises spéciale. À titre exceptionnel, le procès est filmé dans son intégralité.
Les chefs d'accusation comprennent la complicité de crimes terroristes, le financement du terrorisme, l'association de malfaiteurs terroristes criminelle.

## Faits
Les attentats de janvier 2015 en France sont une série d'attaques terroristes islamistes qui se déroulent entre les 7 et 9 janvier 2015 en France, qui visent la rédaction du journal Charlie Hebdo, des policiers et des clients d’une supérette casher, et au cours desquelles dix-sept personnes sont tuées et leurs trois assassins abattus par les forces de l'ordre.

## Accusés
Quatorze personnes sont soupçonnées d'avoir apporté une aide logistique aux terroristes. Elles encourent entre dix ans de prison et la réclusion criminelle à perpétuité.
Les trois accusés les plus connus du grand public, Hayat Boumeddiene, Mohamed Belhoucine et Mehdi Belhoucine, ne sont pas présents. Partis en zone irako-syrienne quelques jours avant les attentats, ils font l'objet d'un mandat d'arrêt depuis septembre 2018 et sont jugés en leur absence.
Mohamed Belhoucine est condamné en 2014 à deux ans de prison pour avoir participé à une filière d’acheminement de jihadistes vers l’Afghanistan et le Pakistan. Il rencontre Amedy Coulibaly en prison. Il est soupçonné d’avoir rédigé le texte de revendication du terroriste de l’Hyper Cacher et d’avoir diffusé une vidéo après sa mort. Plusieurs sources d'information ont confirmé que Mohamed Belhoucine aurait été “tué au combat" tandis que son frère cadet Mehdi Belhoucine aurait succombé à une blessure de guerre mal soignée. Les frères Belhoucine sont  “présumés morts” même si leur décès n’est pas « officiellement démontré » selon les juges.
Onze personnes sont présentes physiquement à l'audience.
Pour Jean-François Ricard, procureur national antiterroriste, le procès a « un double intérêt » : « approcher la vérité » et être « un moment d’expression » pour les victimes. Il conteste l’idée selon laquelle le procès des attentats de janvier 2015 serait celui des « petites mains » et aurait moins d’intérêt compte tenu de ce que les assaillants, les frères Kouachi et Amédy Coulibaly, aient été tués après les attaques. Selon le procureur, « il s’agit d’individus qui sont dans la logistique, dans la préparation des faits, qui ont fourni des moyens de financement, du matériel opérationnel, des armes, un domicile… Tout ça est indispensable à l’action terroriste ».

## Composition
La Cour d'assises spéciale est une exception du droit français, compétente pour statuer sur les crimes commis en matière de terrorisme et de trafic de stupéfiants en bande organisée. Ainsi, le jury est constitué de magistrats professionnels. Le président est Régis de Jorna, premier président de chambre à la cour d’appel de Paris.

### Avocats
- Me Safya Akorri, avocate de la défense
- Me Michel Bouchat, avocat belge du Belgo-turc Metin Karasular[7]
- Me Isabelle Coutant-Peyre, avocate d'Ali Riza Polat, proche d'Amedy Coulibaly[8].
- Me Patrick Klugman représente une dizaine de parties civiles, anciens otages d’Amedy Coulibaly[9].
- Me Fabian Louvaux, avocat belge du belge Michel Catino[7]

## Contexte
Plusieurs événements ont marqué le déroulement du procès.
Le 1er septembre, la veille de l'ouverture du procès, Emmanuel Macron, lors d’une conférence de presse à Beyrouth, défend« la liberté de blasphémer » en déclarant "Depuis les débuts de la Troisième République, il y a en France une liberté de blasphémer qui est attachée à la liberté de conscience. Je suis là pour protéger toutes ces libertés. Je n'ai pas à qualifier le choix de journalistes. J'ai juste à dire qu'en France on peut critiquer des gouvernants, un président, blasphémer (...)".
Le 21 septembre, la directrice des ressources humaines de Charlie Hebdo, Marika Bret est exfiltrée de son domicile en raison de menaces djihadistes. Une exfiltration qui « traduit le niveau de tension inédit auquel nous sommes confrontés », note-t-elle, en soulignant « un niveau de haine hallucinant autour de Charlie Hebdo ».
Le 25 septembre, un ressortissant d’origine pakistanaise blesse grièvement à l'arme blanche deux personnes près des anciens locaux de « Charlie Hebdo ». Lors de son interpellation, il déclare aux enquêteurs avoir regardé avant l’attaque des « vidéos en provenance du Pakistan » concernant la republication, début septembre, par Charlie Hebdo des caricatures de Mahomet. Lors de sa garde à vue, Hassan A. « assume son acte, qu’il situe dans le contexte de la republication des caricatures (de Charlie Hebdo), qu’il n’a pas supportée ». Plusieurs personnes en contact avec l’assaillant sont également soupçonnées d’avoir été informées de son projet et de l'avoir influencer pour son passage à l’acte.
Après la décapitation du professeur Samuel Paty, le 19 octobre, la cour d'assises spéciale de Paris « tient à exprimer son émotion suite à l'assassinat de Samuel Paty »  selon les déclarations du président Régis de Jorna.

## Chronologie du procès
Les audiences sont prévues du 2 septembre au 10 novembre 2020 soit 49 jours. Au total, 144 témoins sont cités à l'audience ainsi que 14 experts.
Les trois premiers jours du procès sont consacrés au rapport du président et à l'examen de la personnalité des accusés. Durant les trois semaines suivantes, les audiences sont consacrés aux victimes des attentats et les familles des 17 journalistes, dessinateurs, policiers, clients et employé de l'Hyper Cacher abattus par les terroristes.

### Septembre 2020
Le 2 septembre 2020, le premier jour du procès est consacré à la lecture de  la « présentation du rapport » durant quatre heures par le  président et son premier assesseur, qui qualifie l’ensemble des faits criminels survenus durant le 7, 8 et 9 janvier 2015.
Le 4 septembre 2020, au troisième jour du procès, Ali Riza Polat, franco-turc de 35 ans, est le principal accusé. Il est soupçonné d'avoir aidé Amedy Coulibaly. Lors de l'audience, il nie toute responsabilité et se dit victime de « balances mythomanes ».
L'audience du 9 septembre 2020 est consacré à Simon Fieschi, webmaster de l’hebdomadaire, gravement blessé par deux balles. Hospitalisé durant neuf mois et se déplaçant toujours à l'aide d'une béquille, il décrit une longue rééducation et des douleurs permanentes. Il est la première victime touché par deux balles et livre un témoignage parcellaire de l'entrée des frères Kouachi dans les locaux de Charlie Hebdo.
Les  témoignages suivants sont ceux des journalistes Laurent Sourisseau dit Riss et Fabrice Nicolino qui ont appelé à défendre la liberté d'expression du journal, toujours menacé cinq ans après. Fabrice Nicolino a déploré le manque de solidarité du milieu journalistique et fustige les suspicions de racisme et d'islamophobie en déclarant « Accuser des gens comme nous de racisme, c’est les brûler au fer rouge ».
Laurent Sourisseau dit Riss, actuel directeur de publication a déploré « un problème de fond, pas seulement un problème de caricatures (...) Nous, ce qu’on remettait en cause, c’était la dérive totalitaire d’une religion ». Les familles de Jean Cabut dit Cabu, Philippe Honoré et Stéphane Charbonnier dit Charb ont décrit, à leurs tours, les personnalités des victimes.
Le 17 et 18 septembre, les audiences sont consacrés à l’examen des faits relatifs l'assassinat de la policière Clarissa Jean-Philippe à Montrouge. Arrivée de Martinique, Marie-Louisa Jean-Philippe a rendu hommage à sa fille et déclare avoir attendu cinq ans le procès pour « connaitre la vérité (...) et pour ne pas l'oublier ».
Lors de l'audition de Michel Faury, ancien chef de la police judiciaire des Hauts-de-Seine, déclare être « une hypothèse » que Amedy Coulibaly se soit trompé de chemin et qu'il vise initialement l'école juive Yaguel-Yaacov à proximité des faits. Il serait tombé par hasard sur Clarissa Jean-Philippe.
Le 25 septembre 2020, un enquêteur de la DGSI témoigne en évoquant un signalement un voyage à l'étranger de Chérif Kouachi en 2011 pour rendre visite à Peter Cherif. Il déclare également que les frères Kouachi sont suivis et écoutés par les services de renseignement jusqu'en 2014. Compte tenu qu'« aucun élément justifiant ce suivi », les écoutes téléphoniques et les filatures ponctuelles des frères Kouachi sont interrompues après 2014. Durant cette période, des centaines de jeunes candidats au djihad partaient en Syrie, les services ayant considérés que Chérif Kouachi, ne sont pas alors un objectif prioritaire.

### Octobre 2020
Début octobre 2020, les interrogatoires des quatorze accusés débutent. Le premier accusé à comparaitre est Willy Prevost, poursuivi pour « participation à une association de malfaiteurs terroriste » et ami d'enfance d'Amedy Coulibaly. Il admet avoir rendu des services à Amedy Coulibaly dont l'acquisition d'un armurerie, un couteau, des Taser, des gilets tactiques et des gazeuses. Début décembre 2014, il achète un véhicule Renault Scénic d’occasion qu’Amedy Coulibaly repère sur un site marchand. Celui-ci lui demande également de lui trouver un garage capable de retirer le traceur de sa moto Suzuki. Le 8 janvier 2015, Amedy Coulibaly va garer cette même moto dans une rue proche de l’école-synagogue de Montrouge (Hauts-de-Seine) avant d’abattre dans la rue la policière municipale Clarissa Jean-Philippe. Le lendemain, au volant du Scénic, il se rend à l’Hyper Cacher de Vincennes, tue quatre personnes et retient en otage dix-sept personnes. Willy Prevost reconnait l'aide logistique mais affirme ne pas avoir eu connaissances des projets terroristes et de la radicalisation d'Amedy Coulibaly,. De même, le lendemain du procès, Christophe Raumel comparaît libre, sous contrôle judiciaire. Après avoir passé trois ans et trois mois en détention provisoire, aucun élément n'a permis d'établir qu'il a eu connaissance de l'idéologie radicale d'Amedy Coulibaly. Il admet avoir participé à l'achat de matériel pour Amedy Coulibaly mais sans avoir connaissance des projets terroristes.
Le même jour, la veuve de Chérif Kouachi explique que le matin du 7 janvier 2015, son frère Saïd est venu à leur domicile. Pratiquant un islam rigoriste, elle ne peut pas rester dans la même pièce qu'un autre homme à l'exception de son mari. Ainsi, Chérif Kouachi lui annonce qu'ils partent « faire les soldes » avec son frère Saïd. Puis, la veuve de Saïd Kouachi décrit un « homme doux, gentil, attentionné, il me soignait quand j'étais malade, on se faisait des soirées cinéma, playstation. » L'assesseur cite une sœur des Kouachi déclarant aux enquêteurs que « la religion était devenu plus importante que tout pour ses frères ». La veuve de Saïd Kouachi minimise en déclarant que « c'est normal, les cinq prières par jour, ils allaient parfois à la mosquée ». Concernant les caricatures, elle déclare « je trouve qu’on peut faire rire autrement. Que c’est un manque de respect envers une communauté. Après, ils sont libres de faire ce qu'ils veulent. S’ils trouvent que c’est bien et rigolo, tant mieux. Mais moi je trouve que ça se fait pas ».
Le 7 octobre 2020, Amar Ramdani est interrogé sur ses contacts réguliers qu'il a entretenu avec Amedy Coulibaly. Il est soupçonné d’être l’un des convoyeurs, en compagnie de son cousin Saïd Makhlouf, de la cargaison d’armes achetée par Amedy Coulibaly à l’automne 2014 auprès du revendeur lillois Claude Hermant (condamné à 8 ans de prison pour trafic d'armes en bande organisée lors d'un procès disjoint). Ses anciennes compagnes sont venues témoigner sur sa personnalité. L'une déclare qu'Amar Ramdani pratique l’islam avec plus d’assiduité à sa sortie de prison. Selon elle, leur liaison prend fin en déclarant « je pense qu’il ne m’aimait plus parce que je n’étais pas musulmane ». Il rencontre par la suite une adjudante-chef de la gendarmerie. Par la suite, elle est radiée en septembre 2015 pour avoir consulter dans l’illégalité les fichiers policiers pour connaitre le passé judiciaire d’Amar Ramdani. À la barre, elle raconte sa conversion à l'islam sunnite et la journée du 9 janvier 2015 quand Amar Ramdani se précipite à son domicile pour lui demander conseil. Elle déclare que « si (...) il n’avait rien à se reprocher. Je lui ai dit qu’il n’avait pas de raison d’aller se présenter à la police ».
Au ternte-et-unième jour du procès, la cour interroge l’accusé Nezar Mickaël  Pastor Alwatik. Le 5 janvier, il a passé plus de cinq heures en voiture avec Coulibaly, parcourant la région parisienne ce dernier rencontrant alors tous ses interlocuteurs logistiques : Polat, Ramdani et Prévost. Il découvre dans le coffre un sac rempli d’armes et les touche, ainsi explique-t-il la trace de son ADN. Il justifie ses multiples versions et mensonges qui ont été guidés par la peur. Il admet être devenu ami avec Coulibaly, à la prison de Villepinte entre 2010 et 2013 et sont restés proches jusqu'à janvier 2015. Coulibaly lui aurait mis en contact avec une "femme religieuse" et salafiste. Il se marie malgré l'opposition de sa mère. Le couple connait des difficultés. Lors de son témoignage, elle décrit une scène où Pastor a invité Coulibaly et sa compagne, Hayat Boumeddienne accompagné par Mohamed Belhoucine (qui s’est enfui en Syrie la veille des attentats),.
Le jour suivant, accusé d’avoir participé à la fourniture en armes d’Amedy Coulibaly, Mohamed Fares s'est « auto-incriminé» et déclare avoir  « tout inventé » en garde à vue pour « protéger » son ex-beau-frère, Souliman – « J’assume avoir voulu jouer le héros, j’ai écouté mon cœur. » . Ce dernier l'a accusé notamment d'avoir fourni des gilets pare-balles et des mitraillettes. Étant un conjoint volage et violent, il évoque une vengeance concernant les dénonciations de son ex-beau frère. Le président, Régis de Jorna, déclare à la fin du témoignage « dans le milieu familial, ça balance tous azimuts »,.
Les jours suivants sont consacrés à Michel Catino et Metin Karasular soupçonnés d'appartenir à un réseau de trafiquants d'armes en Belgique et d'avoir fourni les armes à Amedy Coulibaly.
Le 22 octobre, Abdelaziz Abbad est interrogé sur ses activités de trafiquant d’armes. Il a modifié ses versions à plusieurs reprises pendant l’instruction et affirme s’être trompé sur l’identification de Saïd Kouachi, sans parvenir à expliquer les raisons de cette « confusion ». Le jour suivant, Miguel Martinez est interrogé pour son éventuel complicité avec son ancien associé Abdelaziz Abbad. Il reconnait  avoir joué un rôle d'intermédiaire pour transporter des armes mais nie toute implication dans le projet terroriste. Converti à l'islam à l'âge de 9 ans, après un drame familial, il est soupçonné de radicalisation dans sa pratique religieuse par un membre de sa belle-famille.
Le 23 octobre, une française de 31 ans, ancienne épouse en Syrie d’Abdelnasser Benyoucef avec qui elle a eu deux enfants, présente son ancien époux comme « l’un des commanditaires de l’attentat de l’Hyper Cacher ». Détenue depuis son retour de Syrie, elle assure avoir longtemps tout ignoré des activités de son époux. Elle termine son témoignage en adressant un message de solidarité à Charlie Hebdo.
En fin de journée, Peter Cherif est auditionné en visioconférence. Arrêté fin 2018 à Djibouti, il est détenu pour « association de malfaiteurs terroriste ». Interrogé sur le projet d'attentat des frères Kouachi, Peter Chérif répond par un refus à répondre aux questions en  faisant référence à la religion et à l’existence de dieu.

### Décembre 2020
La neuvième semaine d'audience commence par l'interrogatoire du dernier accusé Ali Riza Polat. Il raconte sa relation avec Amedy Coulibaly mais nie toute complicité. Le président pointe les nombreux échanges téléphoniques (478 au total) avec Amedy Coulibaly entre le 22 novembre 2014 et le 7 janvier 2015. De même, il n'explique pas son départ soudain en voiture en Belgique après l'annonce de la mort d’Amedy Coulibaly pour partir à l'étranger.
La dernière semaine est consacrée aux plaidoiries des avocats de parties civiles. L'avocat Richard Malka a défendu la liberté de la presse dont les caricatures et à prendre en compte la « dimension symbolique » du procès.

## Réquisitions et condamnations
Les 7 et 8 décembre, le Parquet requiert les peines suivantes :
- contre Willy Prevost : 18 ans de réclusion
- contre Christophe Raumel : 5 ans de prison
- contre Amar Ramdani : 17 ans de réclusion
- contre Saïd Makhlouf : 13 ans de réclusion
- contre Mohamed Amine Fares : 7 ans de prison
- contre Miguel Martinez : 15 ans de réclusion
- contre Metin Karasular : 15 ans de réclusion
- contre Michel Catino : 15 ans de réclusion
- contre Abdelaziz Abbad : 18 ans de réclusion
- contre Nezar Mickaël Pastor Alwatik : 20 ans de réclusion avec une période de sureté des deux tiers
- contre Ali Riza Polat : la réclusion à perpétuité avec une période de sureté de 22 ans
- contre Mohamed Belhoucine : la réclusion à perpétuité
- contre Mehdi Belhoucine : la réclusion à perpétuité
- contre Hayat Boumeddiene : 30 ans de réclusion.

Le 16 décembre, la Cour d'assises rend un verdict qualifié de « mesuré », :
- Willy Prevost : 13 ans de réclusion
- Christophe Raumel : 4 ans de prison
- Amar Ramdani : 20 ans de réclusion avec une période de sureté des deux tiers
- Saïd Makhlouf : 8 ans de réclusion
- Mohamed Amine Fares : 8 ans de prison
- Miguel Martinez : 7 ans de prison
- Metin Karasular : 8 ans de prison
- Michel Catino : 5 ans de prison
- Abdelaziz Abbad : 10 ans de prison
- Nezar Mickaël Pastor Alwatik : 18 ans de réclusion avec une période de sureté des deux tiers
- Ali Riza Polat : 30 ans de réclusion avec une période de sureté des deux tiers
- Mohamed Belhoucine : réclusion à perpétuité
- Mehdi Belhoucine : extinction de l'action publique (déjà condamné auparavant pour les mêmes faits)
- Hayat Boumeddiene : 30 ans de réclusion.

Respectivement condamnés à 30 et 20 ans de prison en première instance, le 16 décembre 2020, Ali Riza Polat et Amar Ramdani font appel de leur jugement en première instance.
Pour les neuf autres accusés présents à l’audience, la culpabilité et les peines prononcées sont désormais définitives. Le parquet général et le Parquet national antiterroriste (PNAT) ne font pas appel pour ces condamnations. Le PNAT souligne que « [tous] les accusés ont été reconnus coupables par la cour d’assises, qui n’a prononcé aucun acquittement (…). A la lecture de la motivation, il n’est pas apparu opportun d’interjeter appel de cette décision et de susciter la tenue d’un nouveau procès sur ce volet du dossier ».

## Logistiques
Les audiences se déroulent au sein du tribunal judiciaire de Paris situé porte de Clichy.
À la demande du parquet national antiterroriste, les audiences sont intégralement filmées au titre de la constitution d'archives historiques de la justice en raison de son caractère historique.
En France, l'usage est que tout enregistrement visuel ou sonore des audiences publiques est interdit. Les seules images possibles de l’intérieur des tribunaux sont celles des dessinateurs de presse judiciaire . Néanmoins une loi de 1985 permet de déroger à cette règle si le procès « présente un intérêt pour la constitution d’archives historiques de la justice ».
La cour d’appel de Paris justifie ce choix en expliquant que « ce procès présente de toute évidence un intérêt pour la constitution des archives historiques de la justice » tout en précisant que les enregistrements sont « réalisés puis transmis à l’administration des archives de France », et ne sont donc pas diffusé en direct à la télévision ou sur Internet.
Lié à la crise du Covid 19, la cour d'assises spéciale de Paris décide d'autoriser les accusés et avocats du procès des attentats de janvier 2015 à ôter leur masque lorsqu'ils s'expriment, à la demande de plusieurs parties qui dénonçaient une atteinte aux droits de la défense.

## Médias
Environ 90 médias sont accrédités, dont une vingtaine de journaux et de télévisions étrangères.
Le 1er septembre 2020, pour marquer l’ouverture du procès, Charlie Hebdo publie à nouveau les caricatures de Mahomet, sous le titre « Tout ça pour ça » qui reprend une caricature du prophète signée par son dessinateur Cabu assassiné pendant l'attentat. La rédaction de Charlie Hebdo a jugé cette publication « indispensable » et précise avoir refusé de produire d’autres caricatures de Mahomet depuis janvier 2015. Le directeur de l’hebdomadaire satirique, Riss a affirmé sa détermination à défendre la liberté d'expression et estime avec la rédaction de Charlie Hebdo que cette publication « apporte quelque chose au débat ».